# Obróbka metali
Obróbka metali – zestawienie procesów, w trakcie których – poprzez użycie odpowiednich technologii – dochodzi do zmiany kształtów poszczególnych elementów. Zmiany obejmują również modyfikację ich wymiarów, a także właściwości. Przetwarzanie metali należy do szczególnie popularnych rozwiązań technologicznych w zakładach przemysłowych. Obróbka metali pod tym względem dotyczy zarówno charakterystyki fizycznej oraz chemicznej - standardowo wyróżniamy jej trzy rodzaje.

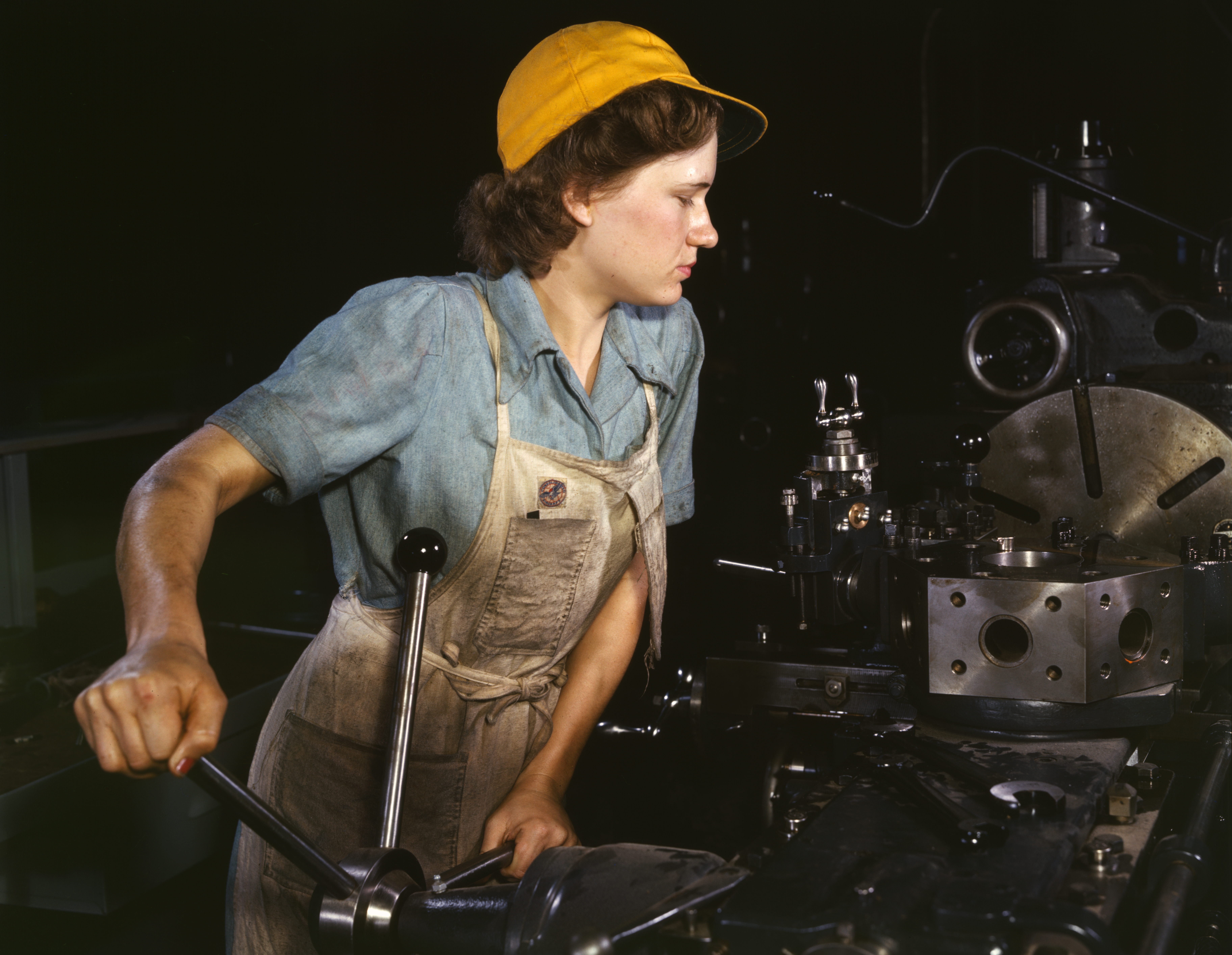
Operatorka tokarki obrabiająca części do samolotów transportowych w zakładzie Consolidated Aircraft Corporation w Fort Worth, Teksas, USA (1942).

Podział obróbki metali:
- obróbka skrawaniem,
- obróbka plastyczna,
- obróbka cieplna,
- obróbka chemiczna metali,
- Operatorka tokarki obrabiająca części do samolotów transportowych w zakładzie Consolidated Aircraft Corporation w Fort Worth, Teksas, USA (1942).obróbka cieplno-chemiczna.

## Obróbka skrawaniem
Obróbka skrawaniem metali polega na nadaniu danym elementom oczekiwanych kształtów oraz wymiarów poprzez fragmentaryczne usuwanie części ich materiału. W ten sposób możliwa jest zmiana powierzchni przedmiotu – doprowadzenie go do stanu oczekiwanego przez odbiorcę. Na skrawanie metali składają się trzy procesy.
Toczenie. Precyzyjna obróbka metali, w trakcie której dochodzi do połączenia działania ruchu obrotowego i liniowego. Przedmiot obrabiany zostaje poddany ruchowi obrotowemu, a ruch liniowy dotyczy narzędzia obrabiającego, czyli noża tokarskiego. W ten sposób możliwe jest toczenie metalu:
- wzdłużne – kierunek noża jest wytyczony równolegle do osi przedmiotu,
- poprzeczne – kierunek noża jest wytyczony prostopadle do osi przedmiotu,
- zewnętrzne – tzw. obtaczanie,
- wewnętrzne – tzw. wytaczanie,
- kopiowe – oparte na dowolnym wzorze posuwowym noża,
- obwiedniowe.

Toczenie realizowane na tokarkach jest najbardziej popularną metodą obróbki skrawaniem. Najpopularniejsza maszyna, która obrabia metale, to urządzenie wykorzystujące technologię CNC, czyli m.in. frezarki, tokarki czy elektrodrążarki. Obróbka CNC to przetwórstwo metali, podczas którego szczególną zaletą jest jakość powierzchni obrabianej. Zamknięte konstrukcje urządzeń oraz brak przekładni zębatych przekładają się na lepszy efekt pracy. Obrabiarki CNC doceniane są również ze względu na automatyczne kodowanie narzędzi oraz ich wymianę.
Frezowanie. Obróbka skrawaniem polegająca na użyciu wieloostrzowego narzędzia na frezarce. Obrabiarka zapewnia ruch obrotowy, natomiast przedmiot poddany modyfikacji jest objęty ruchem posuwowym. Na podstawie różnorodnego położenia osi ustalonego frezu – narzędzia do obróbki – można wykonać frezowanie obwodowe i czołowe, a także współbieżne i przeciwbieżne. Frezowanie obejmuje szeroki zakres materiałów – od metalu i drewna po tworzywa sztuczne.
Szlifowanie. Jeden ze sposobów obróbki skrawaniem, podczas którego dochodzi do obróbki ściernej. Narzędziem jest specjalistyczna taśma ścierna lub osełka i ściernica. Podczas procesu szlifowania dochodzi do precyzyjnej obróbki materiałów stalowych oraz nieinwazyjnego konstrukcyjnie zdzierania warstwy wierzchniej z materiałów poddanych obróbce.

## Obróbka plastyczna
Obróbka plastyczna metali to działanie, podczas którego dochodzi do ukształtowania materiału – zarówno jego podzielenia jak i zmiany właściwości czy struktury – poprzez działanie plastyczne. Obróbka możliwa jest na zimno (w temperaturze poniżej temperatury rekrystalizacji) oraz na gorąco (temperatura wyższa).
Obróbki plastyczne obejmują cztery rodzaje:
Kucie. Ręczne lub mechaniczne - polega na nadaniu oczekiwanego kształtu poprzez uderzanie lub nacisk i zgniatanie.
Tłoczenie. Dotyczy blach, taśm oraz płyt i folii. Kształt osiąga się podczas procesu oddzielenia materiału pobocznego od podstawowego. Za tego typu cięcie uważa się: odcinanie, wycinanie, okrawanie oraz inne formy plastycznego ukształtowania bez zmian w spójności materiału.
Ciągnienie. Kontrolowane wydłużanie danego materiału, a jednoczesne zmniejszanie jego średnicy.
Gięcie. Zmiana ukształtowania danego materiału przy zachowania niezmiennych wymiarów poprzecznych. Poprzedzone bywa obróbką hydrotermiczną wpływającą na podwyższenie skłonności do odkształcenia.

## Obróbka cieplna
Obróbka cieplna metali to zabiegi termiczne, podczas których dochodzi do zmiany struktury stopów. W efekcie dochodzi do modyfikacji poszczególnych właściwości chemicznych, mechanicznych i fizycznych. Obróbka cieplna stosowana jest przede wszystkim w przypadku stali ze względu na jej szczególną skłonność i podatność do modyfikacji. Zakres obróbki obejmuje w tym przypadku hartowanie, wyżarzanie, przesycanie oraz stabilizowanie.